# Divisione Nazionale 1937
La Divisione Nazionale 1937 è stata la 16ª edizione del torneo di primo livello del campionato italiano di hockey su pista.
Lo scudetto è stato conquistato dal Pubblico Impiego per la sesta volta nella sua storia.

## Stagione

### Formula
Il torneo del 1937 vide al via nove club. La formula fu quella consolidata per l'epoca, cioè due fasi a gironi e una fase finale.

### Avvenimenti
Dopo la prima parte della competizione si qualificarono al girone finale il Pubblico Impiego, Monza, Novara, e il Milan. Il Pubblico Impiego ebbe la meglio sulle avversarie laureandosi per la sesta volta nella sua storia campione d'Italia, otto anni dopo l'ultimo trionfo del 1929.

## Squadre partecipanti
| Club                | Stagione | Città              |
| ------------------- | -------- | ------------------ |
| Busto Arsizio       |          | Busto Arsizio (VA) |
| Corniglianese       |          | Genova             |
| DLF Trieste         | dettagli | Trieste            |
| Lazio               | dettagli | Roma               |
| Milan               | dettagli | Milano             |
| Monza GRF M.Bianchi | dettagli | Monza (MI)         |
| Novara              | dettagli | Novara             |
| Parioli Roma        |          | Roma               |
| Pubblico Impiego    | dettagli | Trieste            |

## Prima fase

### Girone A

#### Risultati
| 19 giugno 1937 | Pubblico Impiego | 13 – 1 | Busto Arsizio |  |

| 19 giugno 1937 | Busto Arsizio | 1 – 3 | Novara |  |

| 19 giugno 1937 | Novara | 3 – 1 | Pubblico Impiego |  |

#### Classifica finale
|  | Pos. | Squadra          | Pt | G | V | N | P | GF | GS | DR  |
|  | ---- | ---------------- | -- | - | - | - | - | -- | -- | --- |
|  | 1.   | Novara           | 4  | 2 | 2 | 0 | 0 | 6  | 2  | +2  |
|  | 2.   | Pubblico Impiego | 2  | 2 | 1 | 0 | 1 | 14 | 4  | +10 |
|  | 3.   | Busto Arsizio    | 0  | 2 | 0 | 0 | 2 | 2  | 6  | -4  |

Legenda:
  Qualificato alla seconda fase.
Note:
Due punti a vittoria, uno a pareggio, zero a sconfitta.

### Girone B

#### Risultati
| 19 giugno 1937 | Milan | 7 – 5 | Lazio |  |

| 19 giugno 1937 | Monza GRF M.Bianchi | 8 – 1 | Lazio |  |

| 19 giugno 1937 | Milan | 0 – 10 | Monza GRF M.Bianchi |  |

#### Classifica finale
|  | Pos. | Squadra             | Pt | G | V | N | P | GF | GS | DR  |
|  | ---- | ------------------- | -- | - | - | - | - | -- | -- | --- |
|  | 1.   | Monza GRF M.Bianchi | 4  | 2 | 2 | 0 | 0 | 18 | 1  | +17 |
|  | 2.   | Milan               | 2  | 2 | 1 | 0 | 1 | 7  | 15 | -8  |
|  | 3.   | Lazio               | 0  | 2 | 0 | 0 | 2 | 6  | 15 | -9  |

Legenda:
  Qualificato alla seconda fase.
Note:
Due punti a vittoria, uno a pareggio, zero a sconfitta.

### Girone C

#### Risultati
| 19 giugno 1937 | Corniglianese | 6 – 1 | Parioli Roma |  |

| 19 giugno 1937 | Corniglianese | 3 – 8 | DLF Trieste |  |

| 19 giugno 1937 | Parioli Roma | 1 – 4 | DLF Trieste |  |

#### Classifica finale
|  | Pos. | Squadra       | Pt | G | V | N | P | GF | GS | DR |
|  | ---- | ------------- | -- | - | - | - | - | -- | -- | -- |
|  | 1.   | DLF Trieste   | 4  | 2 | 2 | 0 | 0 | 12 | 4  | +8 |
|  | 2.   | Corniglianese | 2  | 2 | 1 | 0 | 1 | 9  | 9  | 0  |
|  | 3.   | Parioli Roma  | 0  | 2 | 0 | 0 | 2 | 2  | 10 | -8 |

Legenda:
  Qualificato alla seconda fase.
Note:
Due punti a vittoria, uno a pareggio, zero a sconfitta.

## Seconda fase

### Girone A

#### Risultati
| 28 giugno 1937 | Milan | 3 – 1 | DLF Trieste |  |

| 28 giugno 1937 | Milan | 1 – 4 | Novara |  |

| 28 giugno 1937 | Novara | 2 – 2 | DLF Trieste |  |

#### Classifica finale
|  | Pos. | Squadra     | Pt | G | V | N | P | GF | GS | DR |
|  | ---- | ----------- | -- | - | - | - | - | -- | -- | -- |
|  | 1.   | Novara      | 3  | 2 | 1 | 1 | 0 | 6  | 3  | +3 |
|  | 2.   | Milan       | 2  | 2 | 1 | 0 | 1 | 4  | 5  | -1 |
|  | 3.   | DLF Trieste | 1  | 2 | 0 | 1 | 1 | 3  | 5  | -2 |

Legenda:
  Qualificato alla fase finale.
Note:
Due punti a vittoria, uno a pareggio, zero a sconfitta.

### Girone B

#### Risultati
| 28 giugno 1937 | Monza GRF M.Bianchi | 3 – 2 | Pubblico Impiego |  |

| 19 giugno 1937 | Monza GRF M.Bianchi | 6 – 0 | Corniglianese |  |

| 19 giugno 1937 | Corniglianese | 0 – 4 | Pubblico Impiego |  |

#### Classifica finale
|  | Pos. | Squadra             | Pt | G | V | N | P | GF | GS | DR  |
|  | ---- | ------------------- | -- | - | - | - | - | -- | -- | --- |
|  | 1.   | Monza GRF M.Bianchi | 4  | 2 | 2 | 0 | 0 | 9  | 2  | +7  |
|  | 2.   | Pubblico Impiego    | 2  | 2 | 1 | 0 | 1 | 6  | 3  | +3  |
|  | 3.   | Corniglianese       | 0  | 2 | 0 | 0 | 2 | 0  | 10 | -10 |

Legenda:
  Qualificato alla fase finale.
Note:
Due punti a vittoria, uno a pareggio, zero a sconfitta.

## Fase finale

### Risultati
| 19 luglio 1937 | Pubblico Impiego | 2 – 2 | Monza GRF M.Bianchi |  |

| 19 luglio 1937 | Novara | 3 – 1 | Milan |  |

| 25 luglio 1937 | Monza GRF M.Bianchi | 8 – 0 | Novara |  |

| 25 luglio 1937 | Pubblico Impiego | 5 – 3 | Milan |  |

| 1º agosto 1937 | Pubblico Impiego | 6 – 4 | Novara |  |

| 9 agosto 1937 | Monza GRF M.Bianchi | 1 – 3 | Milan |  |

### Classifica finale
|  | Pos. | Squadra             | Pt | G | V | N | P | GF | GS | DR |
|  | ---- | ------------------- | -- | - | - | - | - | -- | -- | -- |
|  | 1.   | Pubblico Impiego    | 5  | 3 | 2 | 1 | 0 | 13 | 9  | +4 |
|  | 2.   | Monza GRF M.Bianchi | 3  | 3 | 1 | 1 | 1 | 11 | 5  | +6 |
|  | 3.   | Milan               | 2  | 3 | 1 | 0 | 2 | 7  | 9  | -2 |
|  | 4.   | Novara              | 2  | 3 | 1 | 0 | 2 | 7  | 15 | -8 |

Legenda:
      Campione d'Italia.
Note:
Due punti a vittoria, uno a pareggio, zero a sconfitta.

## Verdetti
| Verdetto               | Club                         |
| ---------------------- | ---------------------------- |
| Campione d'Italia 1936 | Pubblico Impiego (6º titolo) |

### Squadra campione
| N° | Naz.              | Ruolo | Sportivo          |  |  |  |
| -- | ----------------- | ----- | ----------------- |  |  |  |
|    | Italia (bandiera) | E     | Emilio Bertuzzi   |  |  |  |
|    | Italia (bandiera) | E     | Ermanno Bertuzzi  |  |  |  |
|    | Italia (bandiera) | E     | Mario Cergol      |  |  |  |
|    | Italia (bandiera) | P     | Oliviero Panicari |  |  |  |
|    | Italia (bandiera) | E     | Narciso Pecorari  |  |  |  |

### Staff tecnico
- Allenatore:
- Allenatore in seconda:
- Meccanico: